# 42 segons
42 segons és una pel·lícula dramàtica esportiva hispanoandorrana de 2022 dirigida per Àlex Murrull i Dani de la Orden, escrita per Carlos Franco i protagonitzada per Álvaro Cervantes i Jaime Lorente com a Manel Estiarte i Pedro García Aguado respectivament. És una dramatització de la participació de l'equip nacional masculí de waterpolo en els Jocs Olímpics de Barcelona de 1992. S'ha doblat i subtitulat al català.

## Sinopsi
La trama és una dramatització de la trajectòria de l'equip nacional masculí de waterpolo d'Espanya en els Jocs Olímpics d'Estiu de 1992, aprofundint en les històries personals de Pedro García Aguado (i la seva addicció a les substàncies) i de Manel Estiarte (afrontant la tragèdia del suïcidi de la seva germana). Malgrat les personalitats oposades, acaben arribant a un enteniment construït sobre el sofriment compartit sota el comandament de l'entrenador Dragan Matutinović, caracteritzat per mètodes d'entrenament inhumans que li van valer l'animadversió de l'equip.

## Repartiment
- Álvaro Cervantes com a Manel Estiarte.[5]
- Jaime Lorente com a Pedro García Aguado.[5]
- Pep Ambròs.[5]
- Àlex Maruny.[5]
- Roger Casamajor.[5]
- Joan Sentís.[5]
- Christian Valencia com a Jesús Rollán.[5]
- Tarik Filipović com a Dragan Matutinović.[6]

## Producció
El guió va ser escrit per Carlos Franco. La pel·lícula ha estat produïda per Playtime Movies i Sábado Películas juntament amb Imminent Produccions, amb la participació d'RTVE i la col·laboració de l'ICEC i el Govern d'Andorra. El rodatge es va gravar en llocs de Barcelona i Andorra i ja havia finalitzat el novembre de 2021.

## Estrena
Distribuïda per Universal Pictures España, la pel·lícula es va estrenar en aquest país el 2 de setembre de 2022.

## Crítica
David Pardillos, de Cinemanía, va valorar la pel·lícula amb 3 estrelles i mitja sobre 5, considerant que els realitzadors «aconsegueixen mantenir la tensió fins a l'últim segon i demostrar que a vegades les grans històries també sorgeixen de les derrotes».
Fausto Fernández, de Fotogrames, va qualificar la pel·lícula amb 3 de 5 estrelles, i va celebrar l'entrega com un equivalent cinematogràfic espanyol a Més que ídols, encara que va citar com a punt negatiu «certs retocs digitals».
Ekaitz Ortega, de Hobby Consolas, va valorar la pel·lícula amb 63 punts sobre 100 («acceptable»), i va considerar que encara que 42 segons emmalalteix de certa estandardització en la manera de contar la història, és una pel·lícula sincera que entreté en tot moment, destacant el paper de Lorente i Cervantes i l'adaptació del context històric.
Manuel J. Lombardo, del Diario de Sevilla, va qualificar la pel·lícula amb 2 de 5 estrelles, considerant-la «una pel·lícula de valors bàsics i testosterona mullada a la qual només li falta un toc d'homoerotisme de vestuari per a ser un veritable producte del seu temps».